# Драфт НБА 2005
Драфт НБА 2005 року відбувся 26 червня в Медісон-сквер-гарден у Нью-Йорку. Команди Національної баскетбольної асоціації (NBA) по черзі вибирали найкращих випускників коледжів, а також інших кандидатів, офіційно зареєстрованих для участі в драфті, зокрема іноземців. Згідно з НБА 49 випускників коледжів і середніх шкіл, а також 11 іноземців, подали заявки на участь у драфті.
Це був останній драфт, у якому могли брати участь гравці команд середніх шкіл. Новий колективний трудовий договір між лігою і гравцями встановив нову вікову межу на право брати участь у драфті. Починаючи з драфту 2006 гравці з будь-яким громадянством не можуть брати участь у драфті, якщо їм не виповнилося 19 років до 31 грудня року, в який проходить драфт і їх не відділяє один рік від закінчення середньої школи. Міжнародні гравці, визначені колективним трудовим договором НБА як не громадяни США маю мати не менше 19 років у рік драфту. Станом на 2016 рік єдиними гравцями, які подали заявку на участь у драфті одразу після закінчення школи після прийняття цих обмежень, були Сатнам Сінгх Бхамара (2015) і Тон Мейкер (2016).
На цьому драфті відбувся останній у часі (станом на 2017 рік) вибір спортсмена зі школи NAIA (не NCAA) в будь-якому раунді. Цим спортсменом став Роберт Вейлі з Університету Волш (станом на 2017 рік NCAA Дивізіон II), обраний під 51-м номером.

## Драфт
| G | Захисник | F | Нападник | C | Центровий |

| * | Позначає гравців, які взяли участь принаймні в одній грі матчу всіх зірок НБА і потрапили до Збірної всіх зірок НБА |
| + | Позначає гравців, які взяли участь принаймні в одній грі матчу всіх зірок НБА                                       |
| x | Позначає гравців, які принаймні один раз потрапили до Збірної всіх зірок НБА                                        |
| # | Позначає гравців, які жодного разу не грали в регулярному сезоні НБА або плей-оф                                    |

| Раунд | Вибір | Гравець                | Позиція | Громадянство                   | Команда НБА                                                             | Коледж/Клуб                            |
| ----- | ----- | ---------------------- | ------- | ------------------------------ | ----------------------------------------------------------------------- | -------------------------------------- |
| 1     | 1     | Ендрю Богутx           | C       | Австралія                      | Мілвокі Бакс                                                            | Юта (Соф.)                             |
| 1     | 2     | Марвін Вільямс         | F       | США                            | Атланта Гокс                                                            | Північна Кароліна (Фр.)                |
| 1     | 3     | Дерон Вільямс*         | PG      | США                            | Юта Джаз (від Портленд)[f]                                              | Іллінойс (Дж.)                         |
| 1     | 4     | Кріс Пол*              | PG      | США                            | Нью-Орлінс Горнетс                                                      | Вейк Форест (Соф.)                     |
| 1     | 5     | Реймонд Фелтон         | G       | США                            | Шарлот Бобкетс                                                          | Північна Кароліна (Дж.)                |
| 1     | 6     | Мартелл Вебстер        | G/F     | США                            | Портленд Трейл-Блейзерс (від Юта)[f]                                    | Підг. шк. Сіетла (Сіетл)               |
| 1     | 7     | Чарлі Вільянуева       | F       | США · Домініканська Республіка | Торонто Репторз                                                         | Коннектикут (Соф.)                     |
| 1     | 8     | Ченнінг Фрай           | C       | США                            | Нью-Йорк Нікс                                                           | Аризона (Ср.)                          |
| 1     | 9     | Іке Діогу              | F       | США · Нігерія                  | Голден-Стейт Ворріорс                                                   | Аризона Стейт (Дж.)                    |
| 1     | 10    | Ендрю Байнум*          | C       | США                            | Лос-Анджелес Лейкерс                                                    | СШ Сент-Джозефа (Metuchen, New Jersey) |
| 1     | 11    | Фран Васкес#           | F/C     | Іспанія                        | Орландо Меджик                                                          | Унікаха Малага (Іспанія)               |
| 1     | 12    | Ярослав Корольов       | F       | Росія                          | Лос-Анджелес Кліпперс                                                   | ЦСКА Москва (Росія)                    |
| 1     | 13    | Шон Мей                | F       | США                            | Шарлот Бобкетс (від Клівленд через Фінікс)[g]                           | Північна Кароліна (Дж.)                |
| 1     | 14    | Рашад Маккентс         | G       | США                            | Міннесота Тімбервулвз                                                   | Північна Кароліна (Дж.)                |
| 1     | 15    | Антуан Райт            | G/F     | США                            | Нью-Дже́рсі Нетс                                                         | Texas A&M (Дж.)                        |
| 1     | 16    | Джоуї Грем             | F       | США                            | Торонто Репторз (від Філадельфія через Денвер і Нью-Джерсі)[h]          | Оклахома Стейт (Ср.)                   |
| 1     | 17    | Денні Гренджер+        | SF      | США                            | Індіана Пейсерз                                                         | Нью-Мексико (Ср.)                      |
| 1     | 18    | Джеральд Грін          | G/F     | США                            | Бостон Селтікс                                                          | Gulf Shores Academy (Х'юстон, Texas)   |
| 1     | 19    | Хакім Воррік           | F       | США                            | Мемфіс Ґріззліс                                                         | Сірак'юс (Ср.)                         |
| 1     | 20    | Джуліус Годж           | G       | Антигуа і Барбуда              | Денвер Наггетс (від Вашингтон через Орландо)[i]                         | НК Стейт (Ср.)                         |
| 1     | 21    | Нейт Робінсон          | G       | США                            | Фінікс Санз (від Чикаго, проданий у Нью-Йорк)[j][a]                     | Вашингтон (Дж.)                        |
| 1     | 22    | Джерретт Джек          | G       | США                            | Денвер Наггетс (проданий у Портленд)[b]                                 | Джорджия Тек (Дж.)                     |
| 1     | 23    | Франсіско Гарсія       | G/F     | Домініканська Республіка       | Сакраменто Кінґс                                                        | Луїсвілл (Дж.)                         |
| 1     | 24    | Лютер Гед              | G       | США                            | Х'юстон Рокетс                                                          | Іллінойс (Ср.)                         |
| 1     | 25    | Жоан Петро             | C       | Франція                        | Сіетл Суперсонікс                                                       | По-Ортез (Франція)                     |
| 1     | 26    | Джейсон Максіелл       | F       | США                            | Детройт Пістонс                                                         | Цинциннаті (Ср.)                       |
| 1     | 27    | Лінас Клейза           | F       | Литва                          | Портленд Трейл-Блейзерс (від Даллас через Юта, проданий у Денвер)[f][b] | Міссурі (Соф.)                         |
| 1     | 28    | Іан Маїнмі             | F/C     | Франція                        | Сан-Антоніо Сперс                                                       | Ле-Гавр (Франція)                      |
| 1     | 29    | Вейн Сіміен            | F       | США                            | Маямі Гіт                                                               | Канзас (Ср.)                           |
| 1     | 30    | Девід Лі*              | PF      | США                            | Нью-Йорк Нікс (від Фінікс через Сан-Антоніо)[k]                         | Флорида (Ср.)                          |
| 2     | 31    | Салім Стадемайр        | G       | США                            | Атланта Гокс                                                            | Аризона (Ср.)                          |
| 2     | 32    | Деніел Юїнг            | G       | США                            | Лос-Анджелес Кліпперс (від Шарлотт)[l]                                  | Дьюк (Ср.)                             |
| 2     | 33    | Брендон Басс           | F       | США                            | Нью-Орлінс Горнетс                                                      | ЛСЮ (Соф.)                             |
| 2     | 34    | Сі Джей Майлз          | G       | США                            | Юта Джаз                                                                | СШ Скайлайн (Даллас)                   |
| 2     | 35    | Рікі Санчес#           | F       | Пуерто-Рико                    | Портленд Трейл-Блейзерс (проданий у Денвер)[b]                          | Академія IMG (Брейдентон)              |
| 2     | 36    | Ерсан Ільясова         | F       | Туреччина                      | Мілвокі Бакс                                                            | Улкерспор (Туреччина)                  |
| 2     | 37    | Ронні Тюріаф           | F       | Франція                        | Лос-Анджелес Лейкерс (від Нью-Йорк через Атланта and Шарлотт)[m]        | Гонзага (Ср.)                          |
| 2     | 38    | Тревіс Дінер           | G       | США · Італія                   | Орландо Меджик (від Торонто)[n]                                         | Маркетт (Ср.)                          |
| 2     | 39    | Вон Вейфер             | G       | США                            | Лос-Анджелес Лейкерс                                                    | Флорида Стейт (Соф.)                   |
| 2     | 40    | Монта Елліс            | SG      | США                            | Голден-Стейт Ворріорс                                                   | СШ Леньєр (Джексон (Міссісіпі))        |
| 2     | 41    | Роко Укич              | G       | Хорватія                       | Торонто Репторз (від Орландо)[n]                                        | KK Split (Хорватія)                    |
| 2     | 42    | Кріс Тафт              | F       | США                            | Голден-Стейт Ворріорс (від ЛА Кліпперс через Нью-Джерсі)[o]             | Піттсбург (Соф.)                       |
| 2     | 43    | Миле Ілич              | C       | Сербія та Чорногорія           | Нью-Дже́рсі Нетс                                                         | KK Reflex (Сербія і Чорногорія)        |
| 2     | 44    | Мартинас Андрюшкевичюс | C       | Литва                          | Орландо Меджик (від Клівленд, проданий у Клівленд)[p][c]                | Жальгіріс (Литва)                      |
| 2     | 45    | Лу Вільямс             | SG      | США                            | Філадельфія Севенті-Сіксерс                                             | СШ Саут Гвіннетт(Snellville, Georgia)  |
| 2     | 46    | Еразем Лорбек#         | F       | Словенія                       | Індіана Пейсерз                                                         | Клімаміо Болонья (Італія)              |
| 2     | 47    | Брейсі Райт            | G       | США                            | Міннесота Тімбервулвз                                                   | Індіана (Дж.)                          |
| 2     | 48    | Мікаель Желабаль       | F       | Франція                        | Сіетл Суперсонікс (від Мемфіс)[q]                                       | Реал Мадрид (Іспанія)                  |
| 2     | 49    | Ендрей Блатч           | F       | США · Філіппіни                | Вашингтон Візардс                                                       | Підготовча школа Саут Кент (Саут Кент) |
| 2     | 50    | Раян Гомес             | F       | США                            | Бостон Селтікс                                                          | Провіденс (Ср.)                        |
| 2     | 51    | Роберт Вейлі           | C       | США                            | Юта Джаз (від Чикаго через Х'юстон)[r]                                  | Волш (Ср.)                             |
| 2     | 52    | Аксель Ервелль#        | F       | Бельгія                        | Денвер Наггетс                                                          | Реал Мадрид (Іспанія)                  |
| 2     | 53    | Оріен Грін             | G       | США                            | Бостон Селтікс (від Сакраменто)[s]                                      | Луїзіана-Лафаєтт (Ср.)                 |
| 2     | 54    | Діжон Томпсон          | G/F     | США                            | Нью-Йорк Нікс (від Х'юстон, проданий у Фінікс)[t][a]                    | УКЛА (Ср.)                             |
| 2     | 55    | Лоренс Робертс         | F       | США                            | Сіетл Суперсонікс (проданий у Мемфіс)[d]                                | Міссісіпі Стейт (Ср.)                  |
| 2     | 56    | Амір Джонсон           | F       | США                            | Детройт Пістонс                                                         | СШ Вестчестера (Лос-Анджелес)          |
| 2     | 57    | Марчін Гортат          | F/C     | Польща                         | Фінікс Санз (від Даллас через Нью-Орлінс, проданий у Орландо)[u][e]     | RheinEnergie Köln (Німеччина)          |
| 2     | 58    | Урош Слокар            | F       | Словенія                       | Торонто Репторз (від Маямі)[v]                                          | Snaidero Udine (Італія)                |
| 2     | 59    | Дженк Акьол#           | G       | Туреччина                      | Атланта Гокс (від Сан-Антоніо)[w]                                       | Ефес Пілсен (Туреччина)                |
| 2     | 60    | Алекс Екер             | G       | США                            | Детройт Пістонс (від Фінікс через Юта and Філадельфія)                  | Пеппердайн (Дж.)                       |

1. ↑  Громадянство означає національну збірну гравця, або яку країну він представляє. Якщо гравець не грав на міжнародному рівні, тоді цей пункт означає за збірну якої країни він може грати за правилами FIBA.

## Помітні гравці, яких не задрафтовано
Ці гравці, які подали заявку або мали автоматичне право на участь у драфті 2005, не були обрані, але вони зіграли в НБА принаймні одну гру.
| Гравець          | Позиція | Громадянство                  | Коледж/Клуб                 |
| ---------------- | ------- | ----------------------------- | --------------------------- |
| Алан Андерсон    | G-F     | США                           | Мічиган Стейт (Sr.)         |
| Келенна Азубуїке | G-F     | США                           | Кентуккі (Jr.)              |
| Едді Бесден      | G       | США                           | Шарлотт (Sr.)               |
| Майк Гаррріс     | SF      | США                           | Райс Оулз (баскетбол) (Jr.) |
| Вілл Байнум      | G       | США                           | Джорджия Тек (Sr.)          |
| Вілл Конрой      | PG      | США                           | Вашингтон (Sr.)             |
| Шеррод Форд      | F-C     | США                           | Клемсон (Sr.)               |
| Денг Гай         | F       | Судан (тепер Південний Судан) | Fairfield (Sr.)             |
| Стівен Грем      | G       | США                           | Оклахома Стейт (Sr.)        |
| Девін Грін       | G       | США                           | Гемптон (Sr.)               |
| Чак Геєс         | C-F     | США                           | Кентуккі (Sr.)              |
| Марсело Уертас   | G       | Бразилія                      | Ховентут Бадалона (Іспанія) |
| Двейн Джонс      | C-F     | США                           | Сейнт Джозефс (Jr.)         |
| Кіт Ленгфорд     | G       | США                           | Канзас (Sr.)                |
| Джон Лукас       | G       | США                           | Оклахома Стейт (Sr.)        |
| Аарон Майлз      | G       | США                           | Канзас (Sr.)                |
| Рендольф Морріс  | C       | США                           | Кентуккі (Fr.)              |
| Андре Овенс      | G       | США                           | Х'юстон (Sr.)               |
| Кевін Пінкні     | C       | США                           | Невада (Sr.)                |
| Ронні Прайс      | G       | США                           | Юта Воллі Стейт (Sr.)       |
| Шавлік Рендольф  | F       | США                           | Дьюк (Jr.)                  |
| Ентоні Роберсон  | G       | США                           | Флорида (Jr.)               |
| Люк Шеншер       | C       | Австралія                     | Джорджия Тек (Sr.)          |
| Донелл Тейлор    | G       | США                           | УАБ (Sr.)                   |
| Метт Волш        | G-F     | США                           | Флорида (Jr.)               |
| Джавад Вільямс   | F       | США                           | Північна Кароліна (Sr.)     |